# Sportcentrum Mr V-Arena
Sportcentrum Mr. V-Arena is een sporthal in de Belgische stad Oostende.

## Geschiedenis
In november 1990 werd de Mr. V-Arena de thuisbasis van BC Oostende, dit zou zo blijven tot de basketclub in januari 2006 verhuisde naar de Sleuyter Arena. Vervolgens werd de Mr.V-Arena de thuisbasis van Hermes Volley Oostende. Daarnaast zijn er ook drie turnverenigingen gevestigd, met name KOTV Noordzee, WIK Gym&Dans en TC De Zeester.
De sporthal is vernoemd naar Rudolf Vanmoerkerke.